# Anselm Feuerbach
Anselm Feuerbach (n. 12 septembrie 1829, Speyer, Germania – d. 4 ianuarie 1880, Veneția, Italia) a fost un pictor german. El a fost liderul pictorilor clasiciști ai Școlii germane din secolul al XIX-lea.

## Biografie
Feuerbach s-a născut la Speyer, fiind fiul renumitului arheolog Joseph Anselm Feuerbach și nepotul savantului jurist Paul Johann Anselm Ritter von Feuerbach. 
După frecventarea școlilor de artă de la Düsseldorf și München, a plecat la Anvers și apoi la Paris, unde a beneficiat de învățăturile unor pictori renumiți și a realizat prima sa capodoperă, Hafiz la fântână în 1852. El a lucrat ulterior la Karlsruhe și apoi la Veneția. La Veneția, a fost influențat de marea școală a coloriștilor și multe din lucrările sale dovedesc un studiu detaliat al stilului maeștrilor italieni. El a plecat apoi la Roma și ulterior la Viena.
La Viena, a fost un apropiat al compozitorului Johannes Brahms. În 1873, a devenit profesor la Academia de Arte Frumoase din Viena, dar dezamăgit de recepția făcută la Viena lucrării Căderea titanilor pentru tavanul noii Case-Muzeu a Artiștilor, a plecat la Veneția, unde a murit în 1880.

## Apreciere
După Encyclopædia Britannica 1911:
El s-a adâncit în cunoașterea clasică, iar figurile din compozițiile sale au demnitatea sculpturală și simplitatea artei grecești. El a fost primul care și-a dat seama de pericolul care decurg din disprețuirea tehnicii, că era nevoie de o stăpânire a măiestriei pentru a exprima chiar și cele mai înalte idei și că benzile desenate prost realizate nu pot fi niciodată realizarea supremă în artă. 

## Lucrări

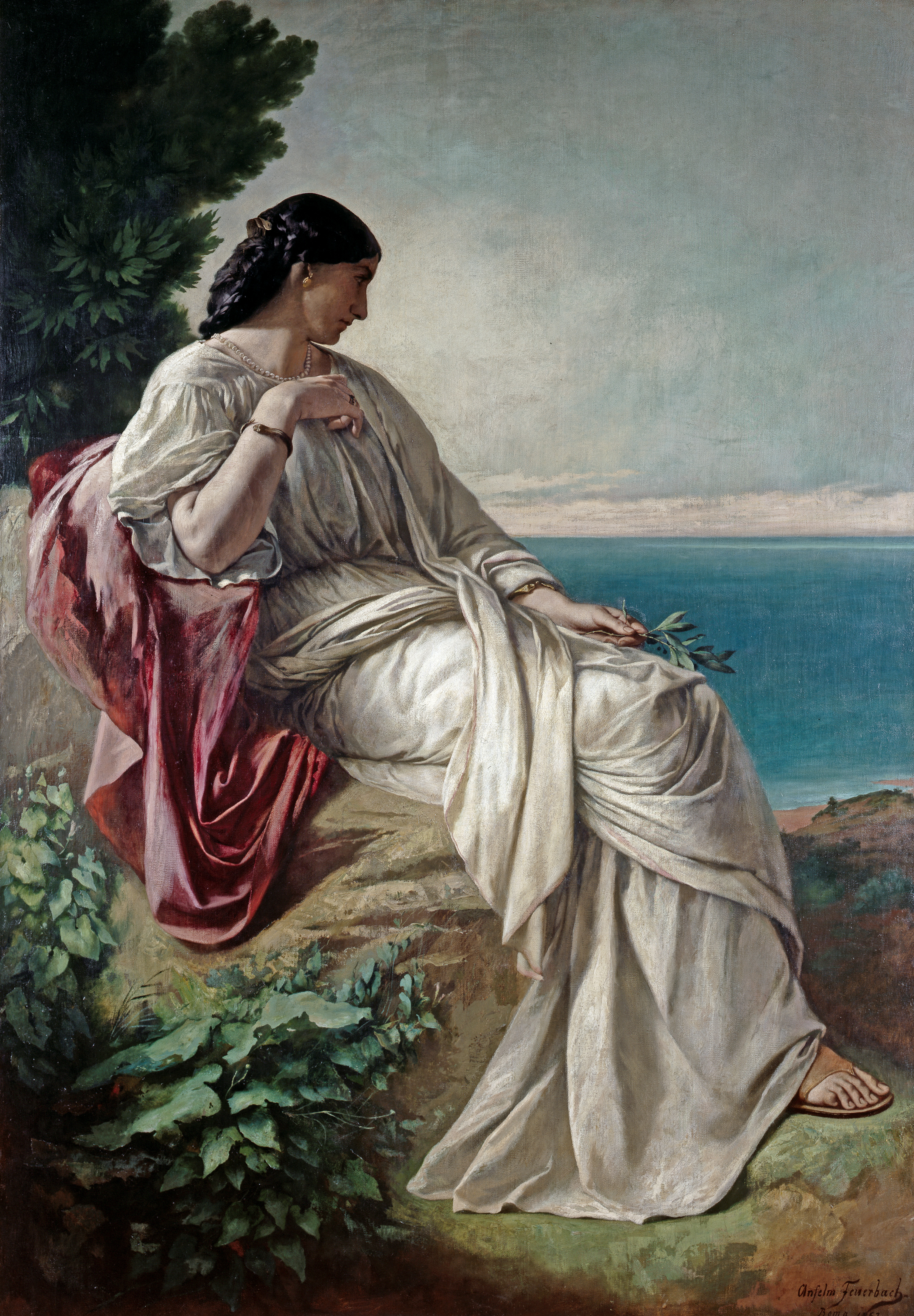
Ifigenia

Lucrările sale sunt expuse în principalele galerii de artă ale Germaniei. La Stuttgart se află Ifigenia; la Karlsruhe, Dante la Ravenna; la München, Medeea; și la Berlin, Concertul, ultima sa pictură importantă. Printre capodoperele sale se află și Bătălia Amazoanelor, Pietà, Conferința lui Platon, Orfeu și Euridice și Ariosto în parcul de la Ferrara.